# Ponte do Gota
A Ponte do Gota (em sueco: Götaälvbron;  PRONÚNCIA) foi uma ponte basculante rodoviária e de tráfego de carro elétrico/bonde que ligava a parte continental da cidade de Gotemburgo à ilha de Hisingen, na Suécia.
Foi demolida em 2021-2022, e substituída pela ponte de Hisingen (Hisingsbron) em 2021.

A antiga ponte Götaälvbron atravessava o rio Gota na parte central da cidade. Era uma das três pontes que ligavam a cidade de Gotemburgo à ilha de Hisingen - Ponte de Gota,  Ponte de Alvsburgo e Ponte de Angered.